# Istria (gmina)
Istria – gmina w Rumunii, w okręgu Konstanca. Obejmuje miejscowości Istria i Nuntași. W 2011 roku liczyła 2443 mieszkańców.